# فاتوس بشيراي
فاتوس بشيراي هو لاعب كرة قدم مونتينيغري يلعب كمهاجم مع نادي سبورتينج خيخون.

## روابط خارجية
- فاتوس بشيراي على موقع الاتحاد الدولي (مؤرشف)  (الإنجليزية)
- فاتوس بشيراي على موقع الاتحاد الأوربي (الإنجليزية)
- فاتوس بشيراي على موقع قاعدة بيانات كرة القدم.إي يو (الإنجليزية)
- فاتوس بشيراي على موقع ناشيونال فوتبول تيمز (الإنجليزية)
- فاتوس بشيراي على موقع Soccerway.com (الإنجليزية)
- فاتوس بشيراي على موقع عالم كرة القدم.نت (الإنجليزية)
- فاتوس بشيراي على موقع AS.com (الإسبانية)